# مانولو هيغويرا
مانولو هيغويرا (بالإسبانية: Manolo Higuera)‏ هو لاعب كرة قدم إسباني في مركز الهجوم، ولد في 14 فبراير 1964 في سانتاندير في إسبانيا. لعب مع راسينغ سانتاندير.